# Туризм на Таймыре
Туризм на полуострове Таймыр активно развивается в нескольких направлениях: организованный, спортивный, событийный, промышленный, этнотуризм, экотуризм, и т. д.

## Направления
Туристические группы из России и зарубежные путешественники приезжают в Норильск и в Дудинку, чтобы посмотреть на самый северный металлургический комбинат в мире и на живописные места плата Путорана.

### Плато Путорана
Основное направление организованного туризма на Таймыре — плато Путорана, на территории которого расположен Путоранский заповедник. Чтобы попасть на территорию заповедника или в охранную зону, нужно получить разрешение ФГБУ «Заповедники Таймыра». Из-за труднодоступности посещение «страны водопадов» плато Путорана выходит довольно затратным мероприятием (большинство природных достопримечательностей расположено на территории заповедников, для посещения которых нужно получить разрешение, и добраться до них можно только вертолётом).

### Туристические сезоны
- лыжные походы, снегоходный сезон — ноябрь-май
- пешие походы — июнь-сентябрь
- водные походы — июль-август
- альпинизм (зимние категорийные восхождения, ледово-снежные заняти) — апрель-май, скалолазание — июнь-октябрь.
- осмотр достопримечательностей — любое время года, в зависимости от средства передвижения

## Традиционные мероприятия
- Этнический фестиваль «Большой Аргиш» (середина ноября, г. Норильск, г. Дудинка)[2]
- Слёт туристов на реке Хараелах (первые выходные июля, г. Норильск, р-н Талнах)[3]
- Фестиваль северной ягоды (конец июля, г. Норильск)[4]
- Гастрономический фестиваль «Север» (конец июня, г. Норильск)[5]
- Фестиваль подлёдной рыбалки (апрель, г. Дудинка)[6]
- Ежегодный международный турнир по кёрлингу «Arctic Curling Cup» (май, г. Дудинка)

## Спортивный туризм
Спортивный туризм представлен несколькими туристическими клубами для детей и взрослых. Практикуются все виды туризма: пеший, водный, лыжный, альпинизм.
Распространён фрирайд (на горных лыжах и сноуборде), снегоходные поездки, парашютный спорт.

## Достопримечательности
- Музейно-выставочный комплекс "Музеи Норильска"
- Первый дом Норильска
- Мемориальный комплекс «Голгофа»
- Таймырский краеведческий музей
- Норильский Заполярный театр драмы имени Вл. Маяковского

### Природные достопримечательности
- Плато Путорана (пеший, лыжный, водный туризм, альпинизм; летом и осенью — заброска катером, зимой и весной — снегоходная, круглогодично — вертолётом, в период ледостава и вскрытия рек и озёр — судна на воздушной подушке)[10][11].
- Анабарское плато (вертолётная заброска)

Озера: Лама, Мелкое, Глубокое, Собачье (летом и осенью — заброска катером, зимой и весной — снегоходная, круглогодично — вертолётом, в период ледостава и вскрытия рек и озёр — суда на воздушной подушке), Таймыр, Аян, Дюпкун, Кутарамакан и др.
Водопады:
- Красные камни (в пешей доступности, летом — скальные занятия, зимой — ледовые занятия)
- Иркиндинский
- Кандийский (выс. 108м)
- Оранский водопад
- Курейский

Реки:
- Валёк (сплавы выходного дня)
- Микчангда (сплавы 2 к.с.)[12]. В зависимости от точки начала сплава доставка может осуществляться на вертолёте или на лёгком быстроходном судне вверх по течению реки.
- Большой Хонна-Макит (сплав 3+ к.с.)[13]
- река Оран (сплав 6 к.с.)
- Дудинка (сплав 2+ к.с.)[14]
- Котуй (сплавы, рыбалка)

## Транспортное сообщение
Авиаперевозки в/из г. Норильска на сентябрь 2019 года осуществляют две авиакомпании «НордСтар» и «S7», в будущем планирует зайти авиакомпания «Аэрофлот».
В период летней навигации пассажирские перевозки осуществляются водным транспортом (теплоходы) по маршрутам Красноярск-Дудинка и Дудинка-Красноярск.